# Mastixia
Die Pflanzengattung Mastixia gehört zur Familie der Tupelogewächse (Nyssaceae). Das Verbreitungsgebiet der 20 bis 25 Arten umfasst Asien und Malesien.

## Beschreibung

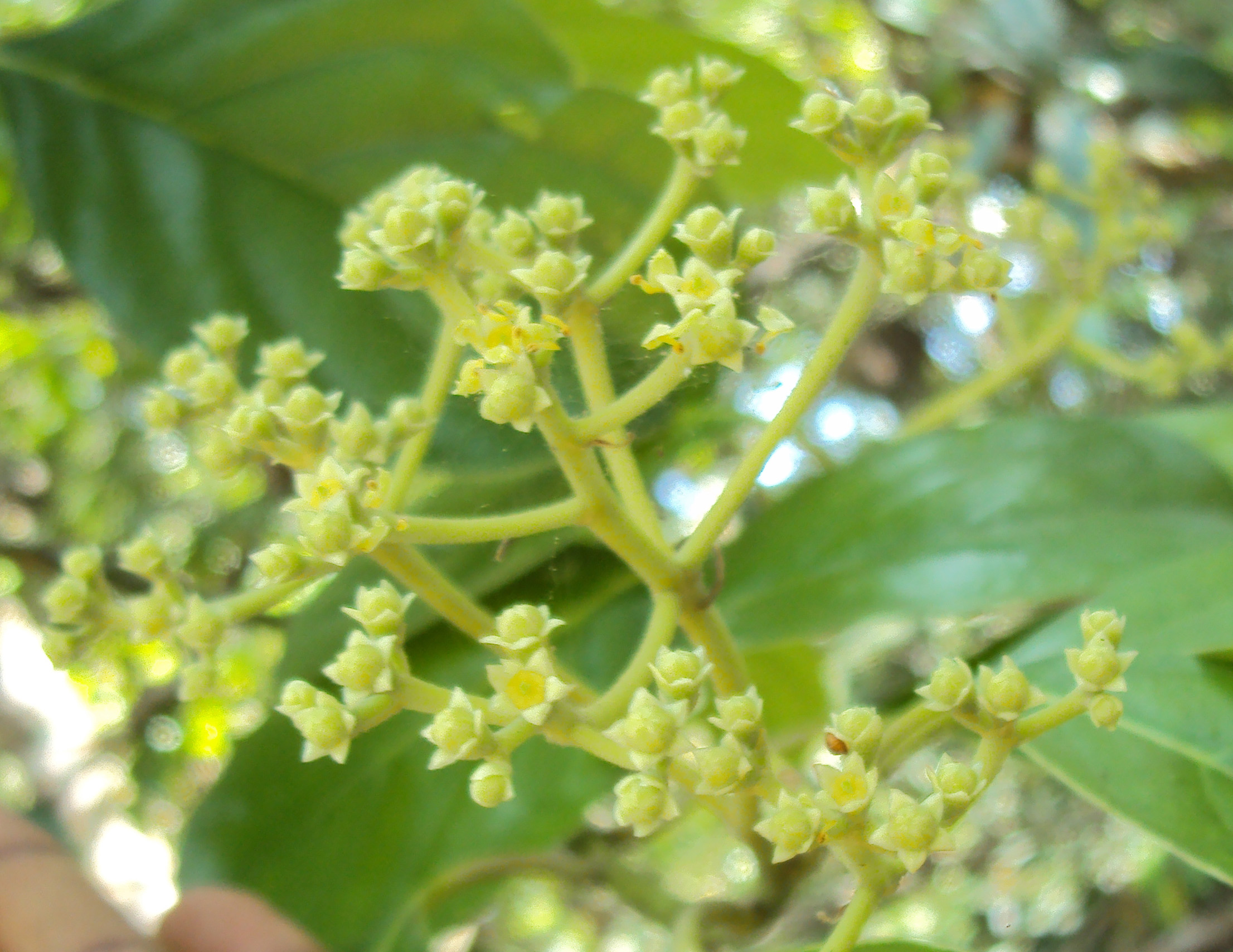
Blütenstand von Mastixia arborea

### Vegetative Merkmale
Bei Mastixia-Arten handelt es sich um harzproduzierende, immergrüne Bäume. Die Zweige sind stielrund oder mit längs verlaufenden Leisten versehen.
Die gegenständig oder wechselständig an den Zweigen angeordneten Laubblätter sind gestielt. Die lederigen oder dick papierartigen, einfachen Blattspreiten sind länglich-elliptisch, eiförmig oder schmal verkehrt-eiförmig. Nebenblätter fehlen.

### Generative Merkmale
Die Blütenstände sind end- oder seitenständig. Die Blüten stehen an Blütenstielen über je zwei Deckblättern.
Die zwittrigen Blüten sind radiärsymmetrisch, meist vier- oder fünfzählig mit doppelter Blütenhülle. Die meist vier oder fünf, selten bis zu sieben dicken Kelchblätter sind glockenförmig verwachsen und haltbar. Die meist vier oder fünf, selten sechs freien Kronblätter sind lederig, eiförmig und besitzen eine eingebogene Spitze. In der Blütenknospe berühren sich die Kronblätter, ohne sich aber zu überdecken (valvat). Die Zahl der Staubblätter variiert je nach Art zwischen vier, fünf, sechs oder acht. Die kurzen Staubfäden sind pfriemlich und abgeflacht. Die Pollenkörner besitzen drei Aperturen. Es ist nur ein unterständiges Fruchtblatt vorhanden. Das Fruchtblatt enthält nur eine hängende Samenanlage. Der häufig bis zur Fruchtreife haltbare, kurzen Griffel ist konisch und endet in einer punktförmigen, ungelappten oder leicht zwei-, vier, oder fünflappigen Narbe. Das Fruchtblatt ist von einem ringförmigen, fleischigen Diskus umgeben, der oft leicht vier- oder fünflappig ist.
Die bei Reife bläulich-purpurfarbenen, eiförmigen, länglich-kugeligen oder schmal eiförmigen Steinfrüchte sind fleischig oder wenn sie trocken sind hart. Der Steinkern besitzt ein holziges, längsgerieftes Endokarp. Die Samenschale ist weiß und häutig. Der Same besitzt ein fleischiges Endosperm und einen kleinen Embryo mit zwei laubblattähnlichen Keimblättern (Kotyledonen).
Die Chromosomenzahlen betragen 2n = 22, 26.

## Fossile Belege
Fruchtreste und Blattabdrücke, die der Gattung Mastixia zugeordnet werden, sind fossil verhältnismäßig häufig. Die ältesten Belege gehen auf das Eozän zurück. Die Gattung Mastixia war in Europa und Nordamerika im Eozän und Oligozän weit verbreitet. Diese Gattung hatte früher also eine weitere Verbreitung.

## Systematik und Verbreitung
Die Erstbeschreibung der Gattung Mastixia erfolgte 1826 durch Carl Ludwig Blume in den Bijdragen tot de flora van Nederlandsch Indië, Band 13, S. 654. Synonyme für Mastixia Blume sind: Mastyxia Spach orth. var., Bursinopetalum Wight.
Die taxonomische Zuordnung der Gattung Mastixia wurde lange diskutiert. Sie wird in AGP IV wieder zur Familie Nyssaceae gestellt, die nach APG III den Rang einer Unterfamilie Nyssoideae der Familie Cornaceae hatte. Andere Autoren sahen Mastixia zusammen mit der Gattung Diplopanax, die sich durch den Besitz von zehn Staubblättern – davon fünf staminodial – und konstant fünf Kronblätter von Ersterer unterscheidet, als eigenständige Familie Mastixiaceae an.
Die etwa 20 rezenten Arten kommen von Sri Lanka, Indien, Bhutan, Myanmar, Kambodscha, Laos, Thailand, Vietnam sowie Malaysia bis China, in Indonesien, Papua-Neuguinea, auf den Philippinen und auf den Salomonen vor.
Die Gattung Mastixia enthält etwa 20 Arten:
- Mastixia arborea (Wight) C.B.Clarke: Die etwa drei Unterarten kommen von Sri Lanka bis ins südliche Indien vor.[5]
- Mastixia caudatilimba C.Y.Wu ex Soong: Dieser Endemit gedeiht in subtropischen Wäldern und mäßig feuchten Wäldern in Tälern in Höhenlagen zwischen 1400 und 1600 Metern nur in Xishuangbanna: Nannuo Shan im südlichen Yunnan.[1]
- Mastixia congylos Kosterm.: Die Heimat ist Sri Lanka.[5]
- Mastixia cuspidata Blume: Sie ist von Malaysia über Borneo bis Sumatra verbreitet.[5]
- Mastixia eugenioides K.M.Matthew: Die Heimat ist nur das nordwestliche Borneo.[5]
- Mastixia euonymoides Prain: Sie ist von Assam über Myanmar bis ins nordwestliche Thailand verbreitet.[5]
- Mastixia glauca K.M.Matthew: Dieser Endemit kommt nur in Sarawak auf Borneo vor.[5]
- Mastixia kaniensis Melch.: Die zwei Unterarten sind von Maluku über Papua-Neuguinea bis zu den Salomonen verbreitet.[5]
- Mastixia macrocarpa K.M.Matthew: Das Verbreitungsgebiet reicht von Borneo bis zu den Philippinen.[5]
- Mastixia microcarpa Y.C.Liu & H.Peng: Sie wurde 2009 aus der chinesischen Provinz Yunnan erstbeschrieben.[5] Dieser Endemit gedeiht zwischen Sträuchern an Hängen in einer Höhenlage von etwa 2600 Metern nur in Yulong.[1]
- Mastixia montana Kosterm.: Die Heimat ist Sri Lanka.[5]
- Mastixia nimalii Kosterm.: Die Heimat ist Sri Lanka.[5]
- Mastixia octandra K.M.Matthew: Dieser Endemit kommt nur in Sumatra vor.[5]
- Mastixia parviflora H.Zhu: Sie wurde 2009 aus Vietnam erstbeschrieben.[5]
- Mastixia pentandra Blume: Die sechs Unterarten sind vom nordöstlichen Indien über Myanmar, Kambodscha, Thailand bis Vietnam und Malaysia verbreitet; zwei der Unterarten kommen in den chinesischen Provinzen Hainan sowie südliches Yunnan vor.[1]
- Mastixia rostrata Blume: Die zwei Unterarten sind im westlichen Malesien verbreitet.[5]
- Mastixia tetrandra (Wight ex Thwaites) C.B.Clarke: Die zwei Varietäten kommen auf Sri Lanka, den Andamanen und den Nikobaren vor.[5]
- Mastixia tetrapetala Merr.: Die Heimat sind die Philippinen.[5]
- Mastixia trichophylla W.P.Fang ex Soong: Dieser Endemit gedeiht in immergrünen Regenwäldern auf Höhenlagen von etwa 700 Metern nur im südlichen Guangxi.[1]
- Mastixia trichotoma Blume: Die fünf Varietäten sind vom südwestlichen Indochina bis zum Malesien verbreitet.[5]